# Rigaudon
De rigaudon  is een volksdans uit de Provence van het einde van de 17e eeuw in alla breve-maat, met een opmaat van 1/4. Deze dans werd veel in de Europese balletten toegepast. De rigaudon komt regelmatig voor als onderdeel van een suite.
Een bekende (modernere) rigaudon is de Rigaudon uit Le tombeau de Couperin (1917) van Maurice Ravel.